# پیپا (ساز)
پیپا (انگلیسی: Pipa) (به چینی: 琵琶) یک ساز سنتی چینی است که به گروه سازهای زخمه‌ای تعلق دارد. این ساز که برخی اوقات از آن به «لوت چینی» نام برده می‌شود دارای بدنه‌ای گلابی شکل و از جنس چوب است که تعداد فرت‌های آن در محدوده ۱۲ تا ۳۱ عدد می‌باشد. ساز گلابی شکل، شاید در اوائل دوران حکومت دودمان هان در چین وجود داشت، هرچند از لحاظ تاریخی در یک دورانی از واژه پیپا برای اشاره به نوعی از سازهای زهی پلاکد (plucked) استفاده می‌گردید، استفاده از آن از دوران حکمرانی دودمان سونگ، تنها به سازهای گلابی شکل اشاره دارد.